# Municipio de Commerce (Míchigan)
El municipio de Commerce (en inglés: Commerce Township) es un municipio ubicado en el condado de Oakland en el estado estadounidense de Míchigan. En el año 2010 tenía una población de 40186 habitantes y una densidad poblacional de 518,87 personas por km².

## Geografía
El municipio de Commerce se encuentra ubicado en las coordenadas 42°34′26″N 83°29′45″O / 42.57389, -83.49583. Según la Oficina del Censo de los Estados Unidos, el municipio tiene una superficie total de 77.45 km², de la cual 71.1 km² corresponden a tierra firme y (8.2%) 6.35 km² es agua.

## Demografía
Según el censo de 2010, había 40186 personas residiendo en el municipio de Commerce. La densidad de población era de 518,87 hab./km². De los 40186 habitantes, el municipio de Commerce estaba compuesto por el 93.56% blancos, el 1.63% eran afroamericanos, el 0.25% eran amerindios, el 2.45% eran asiáticos, el 0.01% eran isleños del Pacífico, el 0.52% eran de otras razas y el 1.58% pertenecían a dos o más razas. Del total de la población el 2.59% eran hispanos o latinos de cualquier raza.

## Educación
Las Walled Lake Consolidated Schools sirve una sección del municipio.